# Chainpur (Chitwan)
Chainpur (nep. चैनपुर, trl. Cainpur, trb. Ćajnpur) – gaun wikas samiti w środkowej części Nepalu w strefie Narajani w dystrykcie Chitwan. Według nepalskiego spisu powszechnego z 2001 roku liczył on 2789 gospodarstw domowych i 14511 mieszkańców (7504 kobiet i 7007 mężczyzn).